# Jaime Trobo
Jaime Mario Trobo Cabrera (Canelones, 5 de octubre de 1956-24 de julio de 2019) fue un político uruguayo, perteneciente al Partido Nacional.

## Biografía
Comenzó a militar en la juventud blanca en 1975, en oposición a la dictadura. En 1982 fue elegido convencional en el sector herrerista junto con quien años más tarde se convertiría en Presidente de la República, Luis Alberto Lacalle.
En 1984 fue elegido edil departamental por Montevideo, cargo que ocupó entre 1985 y 1989 cuando fue elegido Diputado Nacional por Montevideo por la lista de Héctor Martín Sturla. Fue reelecto diputado en los comicios de 1994, 1999, 2004, 2009 y 2014. En 1998 presidió la Cámara de Diputados.
Entre 2000 y 2002 se desempeñó como Ministro de Deporte y Juventud en el gobierno de Jorge Batlle.
En 2008 presidió la Comisión de Asuntos Internacionales de la Cámara de Representantes.
Se casó con Ana María Bidegain y tuvieron tres hijas. 
Trobo padecía cáncer y en sus últimos años había viajado a España para realizarse tratamientos por esta enfermedad. Su última aparición pública fue el 30 de junio de 2019, en la sede de Luis Lacalle Pou, con motivo de las elecciones internas de 2019.